# Лундхольм, Стиг
Стиг Густав Карлссон Лундхольм (швед. Stig Gustav Karlsson Lundholm, 14 или 17 ноября 1917, Лулео — 19 мая 2009) — шведский шахматист, национальный мастер.
Основные спортивные достижения Лундхольма приходятся на 1940-е гг. В 1944 году он стал чемпионом Швеции, опередив в турнире игравшего вне конкурса гроссмейстера П. П. Кереса и победив его в личной встрече. Позже он активно выступал в заочных соревнованиях. Лундхольм был чемпионом Швеции по переписке и входил в национальную сборную на командных первенствах мира. В 1983 году Лундхольму было присвоено звание международного мастера ИКЧФ.

## Спортивные результаты
| Год                       | Город                                                      | Соревнование                                               | + | − | = | Результат | Место         |
| ------------------------- | ---------------------------------------------------------- | ---------------------------------------------------------- | - | - | - | --------- | ------------- |
| 1940 / 1941               | Стокгольм                                                  | Матч с Р. Шпильманом                                       | 0 | 4 | 0 | 0 : 4     |               |
| 1942                      | Стокгольм                                                  | Турнир шведских мастеров                                   |   |   |   |           | 1—2           |
| 1943 / 1944               | Стокгольм                                                  | Турнир шведских мастеров                                   |   |   |   |           | 2             |
| 1944                      | Лидчёпинг                                                  | Чемпионат Швеции                                           |   |   |   | 5½ из 7   | 1             |
| 1948                      | Сальтшобаден                                               | Матч Швеция — Норвегия (против Э. Рояна)                   | 1 | 0 | 1 | 1½ из 2   |               |
|                           | Сальтшобаден                                               | Матч Швеция — Дания (против П. Хаге и Б. Нильсена)         | 0 | 0 | 2 | 1 из 2    |               |
|                           | Сальтшобаден                                               | Матч Швеция — Финляндия (против О. Кайлы)                  |   | 1 |   |           |               |
| СОРЕВНОВАНИЯ ПО ПЕРЕПИСКЕ |                                                            |                                                            |   |   |   |           |               |
| 1948                      | Чемпионат Швеции                                           | Чемпионат Швеции                                           |   |   |   |           | 1             |
| 1965 — 1967               | 5-й командный чемпионат мира по переписке (сборная Швеции) | 5-й командный чемпионат мира по переписке (сборная Швеции) | 4 | 2 | 2 | 6 из 8    | Команда — 5-я |